# Battaglia di Palikao
La battaglia di Palikao (八里橋之戰T, 八里桥之战S, Bālǐqiáo zhī zhànP, lett. "Battaglia del ponte di otto miglia") fu combattuta al ponte di Palikao dalle forze anglo-francesi contro l'impero Qing durante la Seconda guerra dell'oppio, la mattina del 21 settembre 1860. Permise alle forze occidentali di conquistare la capitale cinese Pechino e di sconfiggere l'impero Qing.

## Contesto
Gli eserciti anglo-francesi avevano cercato per due anni di arrivare a Pechino. Nel 1858, dopo la cattura dei forti Taku che difendevano il fiume Hai He (noto anche come Peiho), la firma dei trattati di Tientsin impedì una spedizione contro la capitale e stabilì che i forti fossero restituiti all'esercito Qing. Nel 1859, un tentativo degli alleati occidentali di risalire il fiume fu fermato da barriere poste attraverso lo stesso. L'azione ebbe come esito ad una pesante sconfitta delle forze anglo-francesi, che avevano tentato di rimpossessarsi dei forti attaccandoli dal fiume.
Salpando da Hong Kong in luglio, gli anglo-francesi riuscirono infine a catturare i forti Taku il 21 agosto 1860. La via del fiume verso Pechino era infine aperta, anche perché le autorità cinesi avevano fatto capitolare tutti i 22 forti lungo il fiume fino a Tientsin, compresa la città stessa.
L'obiettivo della spedizione anglo-francese era quello di costringere il governo cinese di Pechino a rispettare i trattati di Tientsin del 1858, che includevano il permesso dato agli inglesi di continuare il commercio di oppio in Cina. Al comando della spedizione vi erano il tenente generale Sir Hope Grant, al comando delle truppe britanniche, e il generale Charles Cousin-Montauban, al comando di quelle francesi.

## La battaglia
La forza combinata anglo-francese marciò lentamente partendo dai Forti Taku, con i francesi da una parte del fiume e gli inglesi dall'altra. Tientsin fu raggiunta il 1º settembre 1860 e da qui furono aperti i negoziati con Pechino.
I negoziatori, guidati da Grant sotto la bandiera di tregua, furono catturati dalle forze Qing, il che portò all'immediata cessazione dei negoziati.
L'esercito, preceduto dalla cavalleria, avanzò quindi da Tientsin e quando raggiunse Chang-Kia-Wan si trovò di fronte ad un grande esercito cinese, disposto lungo un fronte di cinque miglia. Inizialmente vi fu una scaramuccia che vide impegnate le cavallerie, poi l'artiglieria alleata mise a tacere l'artiglieria cinese. L'esercito cinese si disperse ritirandosi.
Due giorni dopo, il 21 settembre 1860, la cavalleria alleata scoprì che l'esercito cinese si trovava al di là di un canale navigabile che collegava Pechino al fiume Hai He. Il canale era attraversato da due ponti, uno dei quali si trovava presso la località di Palikao. La fanteria alleata attaccò frontalmente mentre la cavalleria attaccò da sinistra, costringendo i cinesi ad arretrare dai due ponti. Il ponte di Palikao fu conquistato dai francesi del 2e Bataillon de chasseurs à pied. La forza anglo-francese inflisse massicce perdite all'esercito Qing, bloccato nei suoi movimenti dal canale. Le truppe cinesi comandate da Sengge Rinchen, compresa la cavalleria mongola d'élite, furono completamente annientate, dopo diverse cariche frontali, dalla potenza di fuoco concentrata delle forze alleate. Successivamente gli alleati invaso il territorio di Pechino.

## Conseguenze
L'esercito Qing era stato distrutto e l'imperatore Xianfeng fuggì dalla capitale, lasciando suo fratello, il principe Gong, a capo dei negoziati.
Le trattative erano incentrate sul rilascio dei negoziatori fatti prigionieri. Le trattative fallirono e l'11 ottobre 1860 il genio dell'esercito alleato allestì opere e batterie per far breccia nelle mura di Pechino. Tutto era pronto la sera stessa, quando alle 23.30 le porte furono aperte e la città si arrese.
Le forze anglo-francesi entrarono a Pechino e saccheggiarono il Palazzo d'Estate e il Vecchio Palazzo d'Estate. I prigionieri alleati erano stati portati ai Tre dipartimenti e sei ministeri a Pechino, dove erano stati torturati. Furono liberati 16 sopravvissuti: venti prigionieri britannici, francesi e indiani erano stato uccisi e i loro corpi erano a malapena riconoscibili. Dopo la loro liberazione, Lord Elgin ordinò che i Palazzi d'Estate fossero bruciati, cosa che iniziò il 18 ottobre 1860 senza la partecipazione dei francesi, il cui comandante si era opposto all'incendio. Fu presa in considerazione persino la distruzione della Città Proibita, proposta da Lord Elgin per scoraggiare la dinastia Qing dall'usare il rapimento come strumento di ricatto e per vendicarsi del maltrattamento subito dai prigionieri.
Nella successiva convenzione di Pechino, la corte Qing accettò tutte le richieste occidentali, incluso il pagamento di indennità e l'accettazione di diplomatici stranieri alla corte imperiale di Pechino. Poiché né i Qing né i diplomatici occidentali entatrono nel merito del commercio dell'oppio, esso fu di fatto liberalizzato.
Il comandante francese Cousin-Montauban fu in seguito insignito del titolo di Conte di Palikao e, un decennio dopo, fu nominato Primo Ministro di Francia da Napoleone III.